# Ferrari 208
La Ferrari 208 è un'autovettura sportiva prodotta dalla casa automobilistica italiana Ferrari dal 1980 al 1986 in tre versioni: Carburatori, Iniezione e Turbo.

## Il contesto
Fu concepita per affrontare adeguatamente la crisi petrolifera del decennio 1970/80, consumando e inquinando meno rispetto alla versione 3 000 cm³; nonché la recessione finanziaria italiana di quegli stessi anni, evitando la pesante tassazione che gravava sui motori di oltre 2 000 cm³. La stessa strategia fu adottata anche dalla Lamborghini e dalla Maserati, con modelli d'auto specifici a quella situazione. 

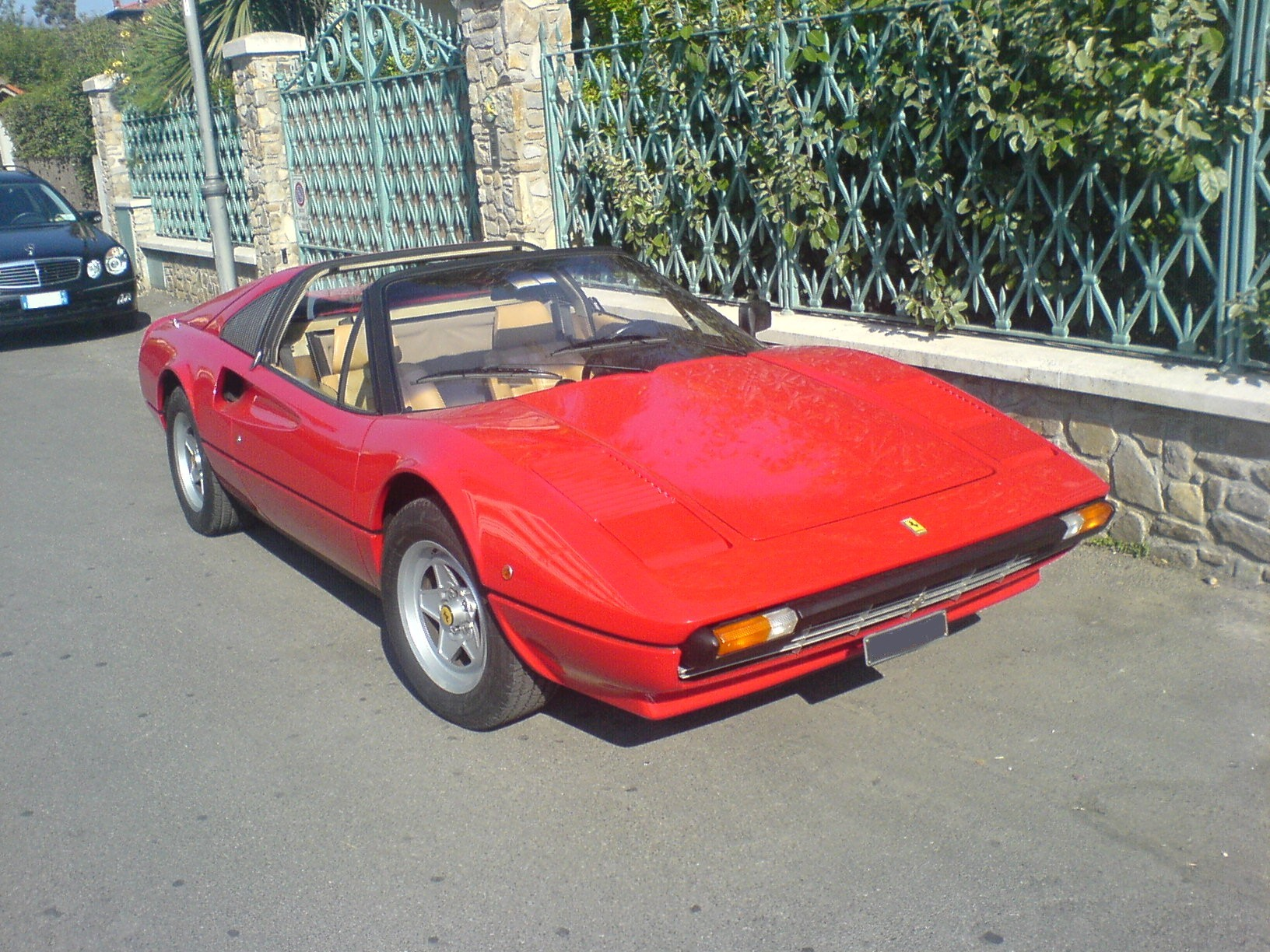
Ferrari 208 GTS

Era disponibile in due versioni di carrozzeria, coupé (GTB), e con tettuccio asportabile (GTS). Complessivamente furono prodotti 160 esemplari della GTB e 140 esemplari della GTS (escluse le versioni Turbo).

## Caratteristiche tecniche
Meccanicamente ed esteticamente identica alla 308 dalla quale derivava, si differenziava per il motore, il V8 da 1991 cm³ della Dino 208 GT4. Questo propulsore fu dealesato rispetto al predecessore, cioè fu ridotto il diametro dei cilindri fino a 66,8 mm, portandolo a essere a corsa lunga (71,0 mm). Questi accorgimenti resero il propulsore il più piccolo V8 mai costruito. Produceva una potenza di 155 CV a 6 800 giri/min e, alimentato da 4 carburatori Weber, disponeva di una coppia motrice di 170 N m erogata a 4 200 giri/mib. Rispetto alla 308 vennero modificati i rapporti del cambio per adeguarli alla ridotta potenza. La velocità massima era relativamente contenuta per una sportiva dell'epoca: 215 km/h dichiarati.

## 208 Turbo

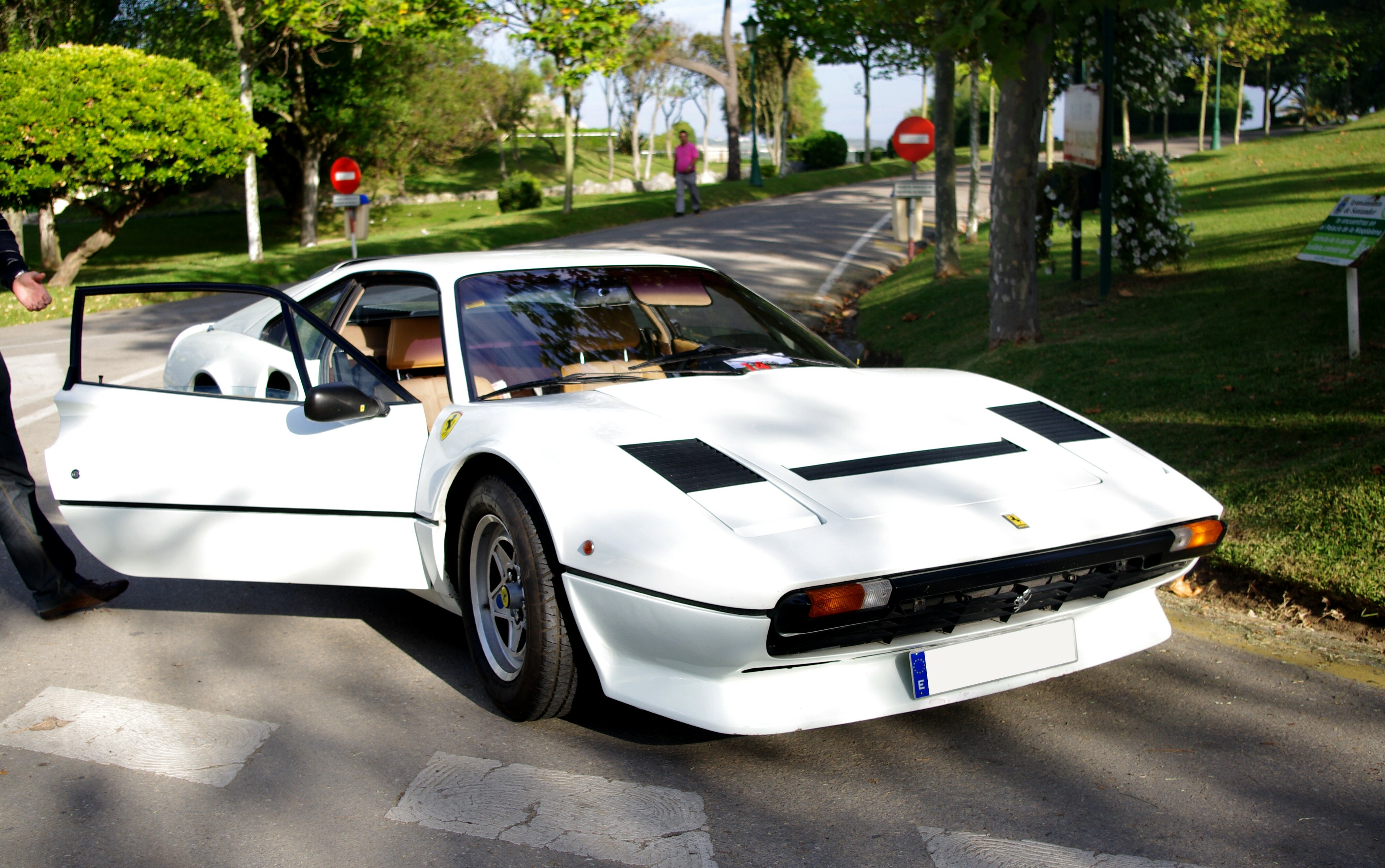
Ferrari 208 GTB Turbo

Nel 1982 furono introdotte l'iniezione meccanica e la sovralimentazione tramite turbocompressore KKK, che portarono la potenza erogata a 220 CV, e la velocità massima a 242 km/h dichiarati dalla casa.
La 208 Turbo venne presentata al Salone di Torino. Inizialmente tale motorizzazione fu disponibile solo per la GTB, nel 1983 venne resa disponibile anche per la GTS.
Nel 1986 furono apportate modifiche minori alla carrozzeria. In contemporanea al lancio della Ferrari 328, il motore, grazie all'adozione di una turbina della giapponese IHI (pressione di esercizio 1,05 bar), l'intercooler della BEHR e della centralina elettronica Marelli Med, ora aveva 254 CV a 6500 giri/min, e la potenza era più gestibile grazie all'ottimo tiro in basso.
La 208 Turbo fu la prima Ferrari stradale ad avere la sovralimentazione. Complessivamente furono prodotti 437 esemplari della 208 GTB Turbo e 250 esemplari della 208 GTS Turbo.

## Dati tecnici
| Caratteristiche tecniche - Ferrari 208 GTB Turbo del 1985               | Caratteristiche tecniche - Ferrari 208 GTB Turbo del 1985 | Caratteristiche tecniche - Ferrari 208 GTB Turbo del 1985 | Caratteristiche tecniche - Ferrari 208 GTB Turbo del 1985 | Caratteristiche tecniche - Ferrari 208 GTB Turbo del 1985 | Caratteristiche tecniche - Ferrari 208 GTB Turbo del 1985 |
| ----------------------------------------------------------------------- | --- | --- | --- | --- | --- |
|                                                                         | | | | | |
| Configurazione                                                          | | | | | |
| Carrozzeria: Berlinetta                                                 | Carrozzeria: Berlinetta | Posizione motore: centrale-trasversale | Posizione motore: centrale-trasversale | Trazione: posteriore | Trazione: posteriore |
| Dimensioni e pesi                                                       | | | | | |
| Ingombri (lungh.×largh.×alt. in mm): 4250 × 1730 × 1128                 | Ingombri (lungh.×largh.×alt. in mm): 4250 × 1730 × 1128 | Ingombri (lungh.×largh.×alt. in mm): 4250 × 1730 × 1128 | Ingombri (lungh.×largh.×alt. in mm): 4250 × 1730 × 1128 | Diametro minimo sterzata: | Diametro minimo sterzata: |
| Interasse: 2350 mm                                                      | Interasse: 2350 mm | Carreggiate: anteriore 1485 - posteriore 1465 mm | Carreggiate: anteriore 1485 - posteriore 1465 mm | Altezza minima da terra: | Altezza minima da terra: |
| Posti totali: 2                                                         | Posti totali: 2 | Bagagliaio: | Bagagliaio: | Serbatoio: 74 litri | Serbatoio: 74 litri |
| Masse                                                                   | a vuoto: 1.265 kg | a vuoto: 1.265 kg | a vuoto: 1.265 kg | a vuoto: 1.265 kg | a vuoto: 1.265 kg |
| Meccanica                                                               | | | | | |
| Tipo motore: 8 cilindri a V di 90° ciclo Otto con carter a secco        | Tipo motore: 8 cilindri a V di 90° ciclo Otto con carter a secco | Tipo motore: 8 cilindri a V di 90° ciclo Otto con carter a secco | Cilindrata: (Alesaggio x corsa = 66,8 x 71 mm), 1.990,64 cm³ | Cilindrata: (Alesaggio x corsa = 66,8 x 71 mm), 1.990,64 cm³ | Cilindrata: (Alesaggio x corsa = 66,8 x 71 mm), 1.990,64 cm³ |
| Distribuzione: A 2V con doppio albero a camme in testa per ogni bancata | Distribuzione: A 2V con doppio albero a camme in testa per ogni bancata | Distribuzione: A 2V con doppio albero a camme in testa per ogni bancata | Alimentazione: iniezione Bosch K-Jetronic con turbocompressore | Alimentazione: iniezione Bosch K-Jetronic con turbocompressore | Alimentazione: iniezione Bosch K-Jetronic con turbocompressore |
| Prestazioni motore                                                      | Potenza: 254 CV a 6.500 giri/min / Coppia: 33,5 kgm a 4.100 giri/min | Potenza: 254 CV a 6.500 giri/min / Coppia: 33,5 kgm a 4.100 giri/min | Potenza: 254 CV a 6.500 giri/min / Coppia: 33,5 kgm a 4.100 giri/min | Potenza: 254 CV a 6.500 giri/min / Coppia: 33,5 kgm a 4.100 giri/min | Potenza: 254 CV a 6.500 giri/min / Coppia: 33,5 kgm a 4.100 giri/min |
| Accensione: elettronica Marelli                                         | Accensione: elettronica Marelli | Accensione: elettronica Marelli | Impianto elettrico: 12V e batteria 66 Ah | Impianto elettrico: 12V e batteria 66 Ah | Impianto elettrico: 12V e batteria 66 Ah |
| Frizione: monodisco a carter umido                                      | Frizione: monodisco a carter umido | Frizione: monodisco a carter umido | Cambio: A 5 rapporti + RM | Cambio: A 5 rapporti + RM | Cambio: A 5 rapporti + RM |
| Telaio                                                                  | | | | | |
| Corpo vettura                                                           | telaio tubolare in acciaio con carrozzeria in acciaio | telaio tubolare in acciaio con carrozzeria in acciaio | telaio tubolare in acciaio con carrozzeria in acciaio | telaio tubolare in acciaio con carrozzeria in acciaio | telaio tubolare in acciaio con carrozzeria in acciaio |
| Sterzo                                                                  | a pignone e cremagliera | a pignone e cremagliera | a pignone e cremagliera | a pignone e cremagliera | a pignone e cremagliera |
| Sospensioni                                                             | anteriori: indipendenti, quadrilateri trasversali, molle elicoidali, barra stabilizzatrice, ammortizzatori idraulici telescopici / posteriori: indipendenti, quadrilateri trasversali, molle elicoidali, barra stabilizzatrice, ammortizzatori idraulici telescopici | anteriori: indipendenti, quadrilateri trasversali, molle elicoidali, barra stabilizzatrice, ammortizzatori idraulici telescopici / posteriori: indipendenti, quadrilateri trasversali, molle elicoidali, barra stabilizzatrice, ammortizzatori idraulici telescopici | anteriori: indipendenti, quadrilateri trasversali, molle elicoidali, barra stabilizzatrice, ammortizzatori idraulici telescopici / posteriori: indipendenti, quadrilateri trasversali, molle elicoidali, barra stabilizzatrice, ammortizzatori idraulici telescopici | anteriori: indipendenti, quadrilateri trasversali, molle elicoidali, barra stabilizzatrice, ammortizzatori idraulici telescopici / posteriori: indipendenti, quadrilateri trasversali, molle elicoidali, barra stabilizzatrice, ammortizzatori idraulici telescopici | anteriori: indipendenti, quadrilateri trasversali, molle elicoidali, barra stabilizzatrice, ammortizzatori idraulici telescopici / posteriori: indipendenti, quadrilateri trasversali, molle elicoidali, barra stabilizzatrice, ammortizzatori idraulici telescopici |
| Freni                                                                   | anteriori: a disco autoventilati con servocomando e limitatore di frenata / posteriori: a disco autoventilati con servocomando e limitatore di frenata | anteriori: a disco autoventilati con servocomando e limitatore di frenata / posteriori: a disco autoventilati con servocomando e limitatore di frenata | anteriori: a disco autoventilati con servocomando e limitatore di frenata / posteriori: a disco autoventilati con servocomando e limitatore di frenata | anteriori: a disco autoventilati con servocomando e limitatore di frenata / posteriori: a disco autoventilati con servocomando e limitatore di frenata | anteriori: a disco autoventilati con servocomando e limitatore di frenata / posteriori: a disco autoventilati con servocomando e limitatore di frenata |
| Pneumatici                                                              | 205/55 VR 16 anteriori - 205/50 VR 16 posteriori / Cerchi: 6½" x 16 | 205/55 VR 16 anteriori - 205/50 VR 16 posteriori / Cerchi: 6½" x 16 | 205/55 VR 16 anteriori - 205/50 VR 16 posteriori / Cerchi: 6½" x 16 | 205/55 VR 16 anteriori - 205/50 VR 16 posteriori / Cerchi: 6½" x 16 | 205/55 VR 16 anteriori - 205/50 VR 16 posteriori / Cerchi: 6½" x 16 |
| Prestazioni dichiarate                                                  | | | | | |
| Velocità: 242 km/h                                                      | Velocità: 242 km/h | Velocità: 242 km/h | Accelerazione: da 0 a 100 km/h in 6,3 secondi | Accelerazione: da 0 a 100 km/h in 6,3 secondi | Accelerazione: da 0 a 100 km/h in 6,3 secondi |
| Fonte dei dati:                                                         | | | | | |